# IC 309
IC 309 ist eine linsenförmige Galaxie vom Hubble-Typ S0 im Sternbild Perseus am Nordsternhimmel. Sie ist schätzungsweise 215 Millionen Lichtjahre von der Milchstraße entfernt, hat einen Durchmesser von etwa 50.000 Lichtjahren und gilt als Mitglied des Perseus-Haufens Abell 426.
Im selben Himmelsareal befinden sich u. a. die Galaxien NGC 1250, NGC 1259, IC 308, IC 310.
Das Objekt wurde am 11. September 1888 vom US-amerikanischen Astronomen Lewis Swift entdeckt.